# DRX
DRX, hay còn gọi là DragonX, là một tổ chức thể thao điện tử Hàn Quốc có các đội tham gia thi đấu các bộ môn Liên Minh Huyền Thoại, Tekken 7, Valorant và Warcraft. Tổ chức này từng có đội tuyển thi đấu Honor of Kings và Clash Royale.
Đội tuyển Liên Minh Huyền Thoại DRX tham gia thi đấu ở giải quốc nội Hàn Quốc – LCK và đã giành được hai chức vô địch quốc nội liên tiếp (mùa hè 2017 và mùa xuân 2018). Trong năm 2022, DRX đã vô địch Chung kết thế giới Liên Minh Huyền Thoại.

## Lịch sử
Đội tuyển Liên Minh Huyền Thoại của DRX lần đầu tiên được thành lập dưới cái tên Incredible Miracle vào năm 2012. Tháng 1 năm 2016, đội tuyển này đổi tên thành Longzhu Gaming, theo tên của nhà tài trợ LongZhu TV.
Longzhu Gaming được bán cho Kingzone vào tháng 1 năm 2018, sau đó đội tuyển cũng đổi tên thành Kingzone DragonX.
Tháng 10 năm 2019, Kingzone Dragon X đổi tên thành DragonX, sau đó được rút gọn trở thành DRX.

## "Hành trình kì diệu" ở Chung kết thế giới 2022
Trước khi tham gia CKTG 2022, DRX không phải là đội tuyển được đánh giá cao và không phải là ứng viên sáng giá cho chức vô địch. Đội tuyển này có một lịch sử dài đầy thăng trầm trong bộ môn Liên Minh Huyền Thoại, nhưng không bao giờ thật sự được coi là một trong những đội hàng đầu tại Hàn Quốc hay thế giới.
DRX, trước đây có tên gọi là DragonX, đã trải qua nhiều lần thay đổi về đội hình và chiến thuật, với một vài lần thử sức tại các giải đấu quốc tế. Tuy nhiên, họ chưa bao giờ thực sự để lại dấu ấn mạnh mẽ trên đấu trường thế giới. Trong suốt các mùa giải LCK, DRX luôn là một đội tuyển có phong độ ổn định nhưng chưa thể vươn lên hàng top, thường xuyên dừng bước ở các vòng playoffs hoặc các giải đấu quốc tế mà không đạt được kết quả cao.
DRX đã thay đổi khá nhiều nhân sự trong đội hình của mình trong suốt các mùa giải trước CKTG 2022. Mặc dù sở hữu những tên tuổi đáng chú ý như Deft (xạ thủ kỳ cựu), Pyosik (đi rừng), Zeka (đường giữa), và Kingen (đường trên), nhưng sự phối hợp của các thành viên trong đội vẫn thiếu sự ổn định. Thực tế là, DRX không phải là đội tuyển được kỳ vọng sẽ có thành tích cao ở các giải đấu quốc tế, và không ai nghĩ rằng họ sẽ có thể đi xa tại CKTG 2022.
Mọi chuyện bắt đầu từ vòng bảng, nơi DRX nằm trong bảng B, một bảng đấu cực kỳ khó khăn với sự hiện diện của T1, đương kim vô địch Edward Gaming (EDG) và Cloud9. Trước khi giải đấu bắt đầu, không ai nghĩ rằng DRX sẽ tiến sâu, bởi phong độ của họ tại LCK không thật sự ổn định. Tuy nhiên, đội tuyển này đã khiến cả thế giới phải chú ý khi vượt qua vòng bảng với thành tích 3 thắng, 3 thua, đứng thứ 2 và chính thức lọt vào vòng loại trực tiếp. Một trong những chiến thắng đáng chú ý của DRX trong giai đoạn này là trước EDG, đội đương kim vô địch CKTG 2021, khi họ đã thể hiện được bản lĩnh và chiến thuật hợp lý để giành chiến thắng quan trọng.
Sau vòng bảng, tứ kết là thử thách tiếp theo mà DRX phải đối mặt, và đối thủ của họ là EDG, đội tuyển mạnh mẽ đến từ Trung Quốc và cũng là đội đương kim vô địch CKTG 2021. Trong một loạt trận kịch tính và căng thẳng, DRX đã vượt qua EDG với tỷ số 3–2. Đây là một chiến thắng mang tính chất bước ngoặt đối với đội tuyển, giúp họ tiếp tục nuôi hy vọng chinh phục danh hiệu thế giới lần đầu tiên. 
Tiến vào bán kết, DRX gặp Gen.G, đội tuyển được xem là "ông vua" của LCK năm 2022 và là ứng cử viên nặng ký cho chức vô địch. Gen.G sở hữu những ngôi sao chất lượng như Chovy và Ruler, họ cũng được đánh giá cao hơn rất nhiều so với DRX. Tuy nhiên, bất chấp sự chênh lệch về tên tuổi và phong độ, DRX đã không hề nao núng. Mặc dù Gen.G giành chiến thắng trong trận đầu tiên, nhưng DRX đã lội ngược dòng ngoạn mục, đánh bại Gen.G với tỷ số 3–1 và ghi tên mình vào trận chung kết. Màn thể hiện ấn tượng của Zeka và Deft tiếp tục là điểm sáng trong chiến thắng này.
Trận chung kết là màn đối đầu giữa DRX và T1. T1, với những tên tuổi như Faker, Zeus, Keria, được coi là đội mạnh nhất với 3 danh hiệu CKTG trong tay. Tuy nhiên, trong một loạt trận nghẹt thở, DRX đã thể hiện bản lĩnh và chiến thuật vượt trội, giành chiến thắng 3–2 trước T1 để lên ngôi vô địch CKTG 2022.
Cuối cùng, DRX đã trở thành nhà vô địch CKTG 2022, một chiến thắng mang tính lịch sử không chỉ với đội tuyển này mà còn với người hâm mộ Liên Minh Huyền Thoại trên toàn thế giới. Đặc biệt, đối với Deft, người chơi kỳ cựu này, chức vô địch CKTG là một đỉnh cao trong sự nghiệp, đánh dấu một kết thúc đẹp cho hành trình dài đầy thử thách của anh.

## Thành tích

### Liên Minh Huyền Thoại

#### Các giải quốc nội (Khu vực Hàn Quốc)
- League of Legends Champions Korea (LCK)
  - Vô địch: Mùa hè 2017[7] - Mùa xuân 2018[8]
  - Á quân: Mùa hè 2020
- KeSPA Cup
  - Á quân: 2017[7]

#### Các giải quốc tế
- Chung kết thế giới Liên Minh Huyền Thoại
  - Vô địch: 2022
- Mid-Season Invitational
  - Á quân: 2018[8]

### Tekken 7
- Evolution Championship Series
  - Vô địch: 2022 (Bae "Knee" Jea-min)

### Valorant
- Valorant Challengers Korea
  - Vô địch: 2021 (Stage 1)[9] - 2021 (Stage 3)[9] - 2022 (Stage 1) - 2022 (Stage 2)
- Valorant Champions Tour
  - Hạng 3: 2022

## Ghi nhận thành tích

### Liên Minh Huyền Thoại

#### Dưới danh nghĩaLongzhu Gaming
| Năm  | Năm  | League of Legends Champions Korea | League of Legends Champions Korea | League of Legends Champions Korea | League of Legends Champions Korea | League of Legends Champions Korea | League of Legends Champions Korea | KeSPA Cup | Mid-Season Invitational | Chung kết thế giới |
| Năm  | Năm  | Số trận                           | Thắng                             | Thua                              | Tỉ lệ thắng                       | Vị trí                            | Playoffs                          | KeSPA Cup | Mid-Season Invitational | Chung kết thế giới |
| ---- | ---- | --------------------------------- | --------------------------------- | --------------------------------- | --------------------------------- | --------------------------------- | --------------------------------- | --------- | ----------------------- | ------------------ |
| 2016 | Xuân | 18                                | 8                                 | 10                                | .444                              | 7                                 | Không tham gia                    | Vòng loại | Không tham gia          | Không tham gia     |
| 2016 | Hè   | 18                                | 7                                 | 11                                | .389                              | 8                                 | Không tham gia                    | Vòng loại | Không tham gia          | Không tham gia     |
| 2017 | Xuân | 18                                | 8                                 | 10                                | .444                              | 7                                 | Không tham gia                    | Á quân    | Không tham gia          | Tứ kết             |
| 2017 | Hè   | 18                                | 14                                | 4                                 | .778                              | 1                                 | Vô địch                           | Á quân    | Không tham gia          | Tứ kết             |

#### Dưới danh nghĩaKingzone DragonX
| Năm  | Năm  | League of Legends Champions Korea | League of Legends Champions Korea | League of Legends Champions Korea | League of Legends Champions Korea | League of Legends Champions Korea | League of Legends Champions Korea | KeSPA Cup | Mid-Season Invitational | Chung kết thế giới |
| Năm  | Năm  | Số trận                           | Thắng                             | Thua                              | Tỉ lệ thắng                       | Vị trí                            | Playoffs                          | KeSPA Cup | Mid-Season Invitational | Chung kết thế giới |
| ---- | ---- | --------------------------------- | --------------------------------- | --------------------------------- | --------------------------------- | --------------------------------- | --------------------------------- | --------- | ----------------------- | ------------------ |
| 2018 | Xuân | 18                                | 16                                | 2                                 | .889                              | 1                                 | Vô địch                           | Vòng 1    | Á quân                  | Không tham gia     |
| 2018 | Hè   | 18                                | 13                                | 5                                 | .722                              | 3                                 | Vòng 2                            | Vòng 1    | Á quân                  | Không tham gia     |
| 2019 | Xuân | 18                                | 13                                | 5                                 | .722                              | 3                                 | Vòng 3                            | Bán kết   | Không tham gia          | Không tham gia     |
| 2019 | Hè   | 18                                | 9                                 | 9                                 | .500                              | 7                                 | Không tham gia                    | Bán kết   | Không tham gia          | Không tham gia     |

#### Dưới danh nghĩaDRX/DragonX
| Năm  | Năm  | League of Legends Champions Korea | League of Legends Champions Korea | League of Legends Champions Korea | League of Legends Champions Korea | League of Legends Champions Korea | League of Legends Champions Korea | KeSPA Cup | Mid-Season Invitational | Chung kết thế giới |
| Năm  | Năm  | Số trận                           | Thắng                             | Thua                              | Tỉ lệ thắng                       | Vị trí                            | Playoffs                          | KeSPA Cup | Mid-Season Invitational | Chung kết thế giới |
| ---- | ---- | --------------------------------- | --------------------------------- | --------------------------------- | --------------------------------- | --------------------------------- | --------------------------------- | --------- | ----------------------- | ------------------ |
| 2020 | Xuân | 18                                | 14                                | 4                                 | .778                              | 3                                 | Vòng 3                            | Vòng bảng | Không tham gia          | Tứ kết             |
| 2020 | Hè   | 18                                | 15                                | 3                                 | .833                              | 2                                 | Á quân                            | Vòng bảng | Không tham gia          | Tứ kết             |
| 2021 | Xuân | 18                                | 9                                 | 9                                 | .500                              | 5                                 | Tứ kết                            | Tứ kết    | Không tham gia          | Không tham gia     |
| 2021 | Hè   | 18                                | 2                                 | 16                                | .111                              | 10                                | Không tham gia                    | Tứ kết    | Không tham gia          | Không tham gia     |
| 2022 | Xuân | 18                                | 11                                | 7                                 | .611                              | 4                                 | Tứ kết                            | -         | Không tham gia          | Vô địch            |
| 2022 | Hè   | 18                                | 7                                 | 9                                 | .500                              | 6                                 | Tứ kết                            | -         | Không tham gia          | Vô địch            |
| 2023 | Xuân | 18                                | 3                                 | 15                                | .167                              | 9                                 | Không tham gia                    | -         | Không tham gia          | Không tham gia     |
| 2023 | Hè   | 18                                | 6                                 | 12                                | .333                              | 6                                 | Vòng 1                            | -         | Không tham gia          | Không tham gia     |